# New Auburn (Minnesota)
New Auburn é uma cidade localizada no estado americano de Minnesota, no Condado de Sibley.

## Demografia
Segundo o censo americano de 2000, a sua população era de 488 habitantes.
Em 2006, foi estimada uma população de 511, um aumento de 23 (4.7%).

## Geografia
De acordo com o United States Census Bureau tem uma área de
1,3 km², dos quais 1,3 km² cobertos por terra e 0,0 km² cobertos por água. New Auburn localiza-se a aproximadamente 306 m acima do nível do mar.

## Localidades na vizinhança
O diagrama seguinte representa as localidades num raio de 20 km ao redor de New Auburn.